# 岡田亜以乃
岡田 亜以乃（おかだ あいの、1995年11月2日 - ）は、日本の元ジュニアアイドル。東京都出身。活動時はアウトラン4871所属。

## 作品

### DVD&BD
1. たっぷり　岡田亜以乃（2009年12月22日、アイマックス）
2. たっぷり 岡田亜以乃 Part2（2010年1月25日、アイマックス）
3. ストロベリージャム 14才 ～あまずっぱい想い～（2010年4月16日、アースゲート）
4. ハートがいっぱい（2010年6月20日、タスクビジュアル）
5. Shining Star 愛の天使（2010年8月27日、シャイニングスター）
6. Shining Star 愛の天使2（2010年10月29日、シャイニングスター）
7. ハニカミ（2010年12月24日、エスデジタル）
8. グッバイ・ラブ（2011年3月20日、タスクビジュアル）
9. GROWING UP！（2011年5月27日、シャイニングスター）

### イベント
- 「岡田亜以乃 『ストロベリージャム 14才 〜あまずっぱい想い〜』」発売イベント
- 「岡田亜以乃 『ハートがいっぱい』」発売イベント[1]